# Hausen en el Valle del Wiese

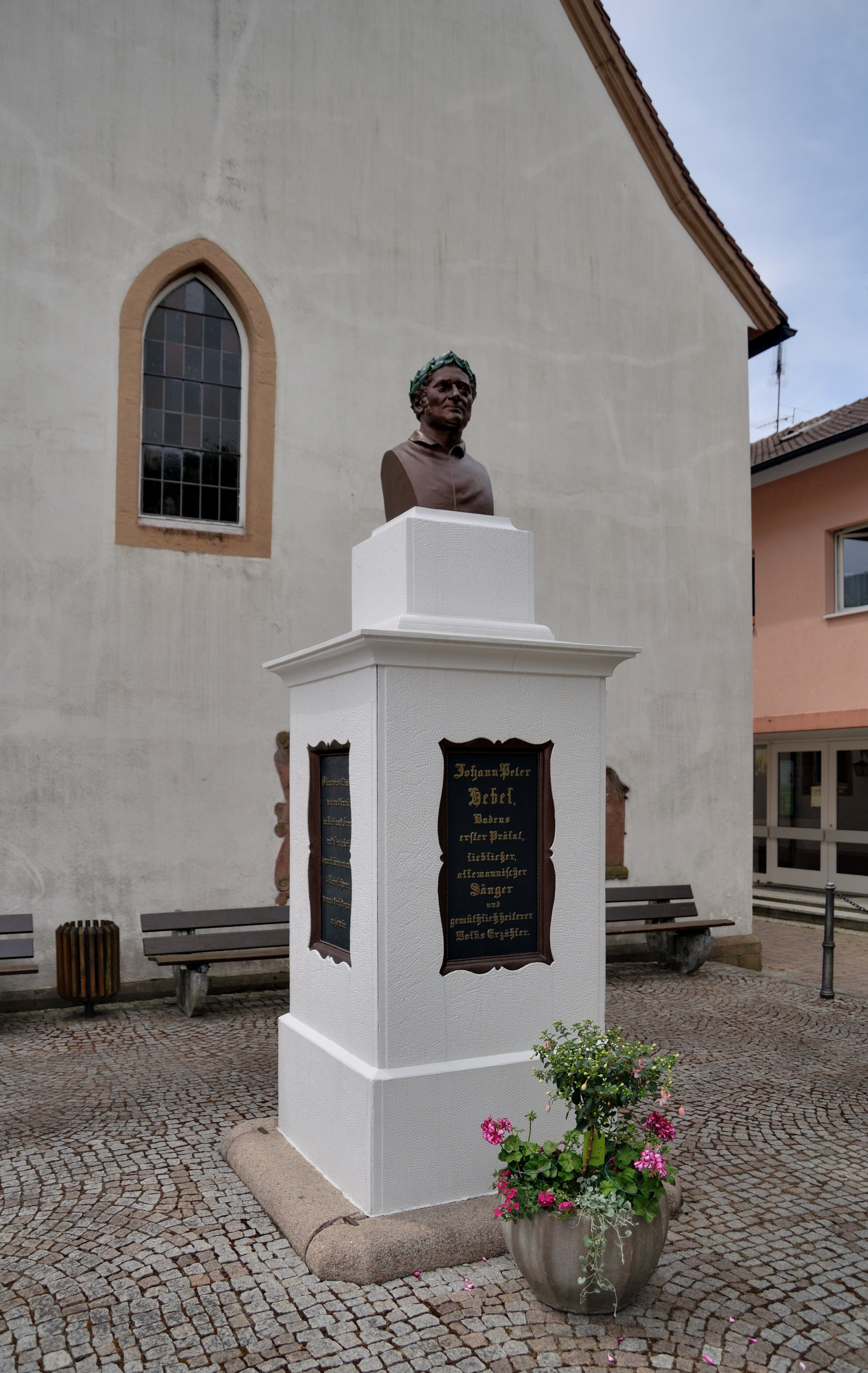
Monumento de Hebel

Hausen en el Valle del Wiese[cita requerida] (en alemán Hausen im Wiesental) es un municipio en el distrito de Lörrach en Baden-Wurtemberg, Alemania.

## Etimología
Hausen es frecuente en alemán como topónimo o sufijo de un topónimo, ya que refiere sencillamente al paradero de alguien.

## Geografía
El municipio está ubicado aproximadamente 20 km al noreste de Lörrach en el Valle del Wiese en la Selva Negra meridional.

## Puntos de interés
- La Casa de Hebel, donde el poeta Johann Peter Hebel pasó gran parte de su juventud, es un museo.

## Eventos
- La Fiesta de Hebel (en alemán: Hebelfest) se celebra cada año.[3]

## Enlaces
- Wikimedia Commons alberga una categoría multimedia sobre Hausen en el Valle del Wiese.
- Sitio web de Hausen